# عمر الجندي
عمر الجندي مواليد 14 يونيو 1991، هو لاعب كرة سلة مصري يلعب مع فريق الجزيرة ويحمل الرقم 5. يبلغ طوله 6 قدم 4 بوصة (1.9 م).

## روابط خارجية
- عمر الجندي على موقع الاتحاد الدولي لكرة السلة (الإنجليزية)
- عمر الجندي على موقع كرة السلة الأوروبية.كوم (الإنجليزية)
- عمر الجندي على موقع ريلجم (الإنجليزية)
- عمر الجندي على موقع بروبوليرز (الإنجليزية)
- عمر الجندي على موقع سبورتس رفرنس (الإنجليزية)